# TSG Solingen Volleys
Die TSG Solingen Volleys (in der Saison 2017/18 Bergische Volleys) ist die  Volleyballabteilung der TSG Solingen, deren Männermannschaft in der Dritten Liga West spielt. Bei den Solingen Volleys spielen noch zwei weitere Männerteams, drei Frauenteams sowie zahlreiche Jugendmannschaften.

## Team
Der Kader für die Bundesligasaison 2017/18 bestand aus folgenden Spielern:
| Name                 | Nr. | Nation               | Größe  | Geburtsdatum  | Position |
| -------------------- | --- | -------------------- | ------ | ------------- | -------- |
| Róbert Bene          | 13  | Ungarn               | 1,75 m | 17. Okt. 1995 | L        |
| Andrew Benz          | 1   | Vereinigte Staaten   | 2,01 m | 21. Apr. 1994 | MB       |
| Sam Boehm            | 4   | Australien           | 1,92 m | 4. März 1988  | D        |
| Nicolas Borgeaud     | 2   | Australien / Schweiz | 1,90 m | 25. Mai 1993  | Z        |
| Oliver Gies          | 3   | Deutschland          | 1,97 m | 28. Juni 1985 | AA       |
| Iurgen Hummes Specht | 10  | Brasilien            | 2,01 m | 21. Dez. 1991 | AA       |
| Gerrard Lipscombe    | 5   | Australien           | 1,88 m | 4. Juni 1993  | AA       |
| Ossi Rumpunen        | 8   | Finnland             | 1,87 m | 18. Apr. 1989 | AA       |
| Johannes Tille       | 6   | Deutschland          | 1,84 m | 7. Mai 1997   | Z        |
| Mart van Werkhoven   | 9   | Niederlande          | 2,06 m | 11. Dez. 1991 | MB       |
| Rutger Zoodsma       | 7   | Niederlande          | 2,06 m | 16. Juli 1995 | MB       |

Positionen: AA = Außenangriff, D = Diagonal, L = Libero, MB = Mittelblock, Z = Zuspiel
Chef-Trainer war seit August 2017 der Schwede Johan Isacsson. Der Spieler Oliver Gies arbeitete zugleich als Co-Trainer. Manager waren Helmut Weissenbach und Daniel Mey, der wie Isacsson im August des Jahres 2017 zu den Bergischen Volleys stieß.

## Spielstätte
Die Bergischen Volleys spielen in der Halle Wittkulle der Friedrich-Albert-Lange-Schule, einer städtischen Gesamtschule in Solingen-Wald, sowie in der Bayer-Sporthalle Wuppertal.

## Geschichte
Die seit über 40 Jahren existierende Volleyballabteilung der TSG Solingen übernahm 2011 den Zweitligaplatz der Männer von Bayer 04 Leverkusen. In der ersten beiden Saisons in Solingen erreichte das Team jeweils den dritten Platz in der Zweiten Bundesliga Nord. In der Saison 2015/16 wurde Solingen Meister der Zweiten Bundesliga Nord und stieg in die 1. Bundesliga auf. In der darauffolgenden Saison wurde Solingen Letzter, durfte aber wegen fehlender Aufsteiger in der Bundesliga verbleiben. Zur Saison 2017/18 gab es einen kompletten personellen Umbruch. Nachdem man den Abstieg trotzdem nicht verhindern konnte, zog man sich in die Dritte Liga West zurück.

## Auszeichnungen
Bei der Sport-Gala 2025 in Solingen wurde das Ü73-Team der Herren mit dem Titel Mannschaft des Jahres 2024 ausgezeichnet.